# Émetteur de Rochefort-sur-Loire
L'émetteur de Rochefort-sur-Loire, situé dans le Maine-et-Loire, à une vingtaine de kilomètres d'Angers est un site de diffusion de télévision numérique, de radio FM, de téléphonie mobile et d'autres transmissions. Il se compose d'une tour hertzienne mesurant 100 mètres de haut et d'un bâtiment regroupant les émetteurs. Il appartient à l'opérateur Télédiffusion de France (TDF).

## Télévision

### Diffusion analogique
Le 18 mai 2010, la télévision analogique s'arrête dans la région des Pays de la Loire, où se trouve cet émetteur.
| Chaîne                    | Canal | Puissance (PAR) |
| ------------------------- | ----- | --------------- |
| TF1                       | 47H   | 6,6 kW          |
| France 2                  | 44H   | 6,6 kW          |
| France 3 Pays de la Loire | 41H   | 7 kW            |
| France 5 / Arte           | 50H   | 20 kW           |
| M6                        | 53H   | 15 kW           |

Concernant Canal+ en analogique, les angevins pouvaient la recevoir grâce à l'émetteur de la Ballue sur le canal 10H (puissance 40 W). Si TF1, France 2 et France 3 Pays de la Loire étaient diffusées en plus faible puissance, c'est parce qu'un réémetteur de confort existait pour ces 3 chaînes au nord d'Angers sur le toit du CHU, rue Braille. Il existe toujours aujourd'hui pour la TNT. 
L'émetteur a également diffusé la chaîne locale Angers 7 sur le canal 58H (puissance 15 kW) jusqu'à sa disparition le 13 mai 2010, soit 5 jours avant l'arrêt de la diffusion analogique.

#### Source
"Liste des anciens émetteurs de télévision français" (fichier PDF).

### Diffusion numérique
| Multiplex | LCN              | Chaînes                                                             | Canal | Puissance (PAR) | Diffuseur |
| --------- | ---------------- | ------------------------------------------------------------------- | ----- | --------------- | --------- |
| R1        | 2 3 14 27 30     | France 2 France 3 Pays de la Loire France 4 France Info Angers Télé | 25H   | 1,1 kW          | Towercast |
| R2        | 8 15 16 17 18    | C8 BFM TV CNews CStar Gulli                                         | 40H   | 1,3 kW          | TDF       |
| R3        | 4 26 41 42 43 45 | Canal+ LCI Paris Première Canal+ Sport Canal+ Cinéma(s) Planète+    | 30H   | 1 kW            | TDF       |
| R4        | 5 6 7 9 22       | France 5 M6 Arte W9 6ter                                            | 28H   | 1,3 kW          | Towercast |
| R6        | 1 10 11 12 13    | TF1 TMC TFX NRJ 12 LCP                                              | 44H   | 1,3 kW          | Towercast |
| R7        | 20 21 23 24 25   | TF1 Séries Films L'Équipe RMC Story RMC Découverte Chérie 25        | 32H   | 1,3 kW          | Towercast |
| R9        | 52               | France 2 UHD                                                        | 24H   | 250 W           | TDF       |

#### Source
Emetteurs TNT dans le Maine-et-Loire sur le forum de tvnt.net (consulté le 21 avril 2017).

## Radio
L'émetteur de Rochefort-sur-Loire émet 3 radios publiques pour Angers et sa région avec une puissance de 10 kW.
| Fréquence | Station        | RDS (PS) |
| --------- | -------------- | -------- |
| 91.4      | France Culture | _CULTURE |
| 93.2      | France Inter   | __INTER_ |
| 97.4      | France Musique | MUSIQUE_ |

### Source
- Les radios d'Angers sur annuaireradio.fr (consulté le 21 avril 2017)

## Téléphonie mobile
| Opérateur        | 2G  | 3G  | 4G  | FH  |
| ---------------- | --- | --- | --- | --- |
| Orange           | Oui | Oui | Oui | Non |
| SFR              | Oui | Non | Non | Oui |
| Bouygues Telecom | Oui | Oui | Non | Oui |
| Free             | Non | Oui | Oui | Oui |

### Source
- Situation géographique du site sur cartoradio.fr (consulté le 21 avril 2017).

## Autres transmissions
- IFW (opérateur WiMAX) : Boucle locale radio de 3 GHz
- TDF : Faisceau hertzien

### Source
- Situation géographique du site sur cartoradio.fr (consulté le 21 avril 2017).

## Photos du site
- Sur tvignaud (consulté le 21 avril 2017).
- Sur annuaireradio.fr (consulté le 21 avril 2017).